# Okres Aleksandrów
Okres Aleksandrów (polsky Powiat aleksandrowski) je okres v polském Kujavsko-pomořském vojvodství. Rozlohu má 474,62 km² a v roce 2024 zde žilo 53 325 obyvatel. Sídlem správy okresu je město Aleksandrów Kujawski.

## Gminy
Městské:
- Aleksandrów Kujawski
- Ciechocinek
- Nieszawa

Vesnické:
- Aleksandrów Kujawski
- Bądkowo
- Koneck
- Raciążek
- Waganiec
- Zakrzewo

## Města
- Aleksandrów Kujawski
- Ciechocinek
- Nieszawa

## Sousední okresy
| Růžice kompasu | Inowrocław, Toruň     | Toruň             | Toruň     | Růžice kompasu |
| Růžice kompasu | Inowrocław            | Sever             | Lipno     | Růžice kompasu |
| Růžice kompasu | Inowrocław            | Okres Aleksandrów | Lipno     | Růžice kompasu |
| Růžice kompasu | Inowrocław            | Jih               | Lipno     | Růžice kompasu |
| Růžice kompasu | Inowrocław, Radziejów | Radziejów         | Włocławek | Růžice kompasu |